# Rio Oust
O rio Oust é um rio dos departamentos de Ille-et-Vilaine, Côtes-d'Armor e Morbihan, na Bretanha, noroeste da França. É afluente do rio Vilaine pela sua margem direita.
Entre as comunas que atravessa encontram-se:
- Côtes-d'Armor (22): Loudéac, Uzel.
- Morbihan (56): Gueltas, Rohan, Josselin, Ploërmel, Malestroit.
- Ille-et-Vilaine (35): Redon.

Nasce no sopé do monte Kerchouan (Monts d'Arrée) (comuna de Corlay), no departamento de Morbihan e departamento de Ille-et-Vilaine, dove si getta nel fiume Vilaine, di cui costituisce il principale affluente, nei pressi di Saint-Jean-la-Poterie, vicino a Redon (al confine tra Ille-et-Vilaine, Morbihan e Loira Atlantica).
É navegável entre Rohan e Redon, constitui parte do Canal Nantes-Brest (Canal de Nantes a Brest).